# Piotr Fabrycy Kowalski
Piotr Fabrycy Kowalski (Fabricius), herbu Pelikan, (1552, zm. 25 kwietnia 1622) – jezuita, tłumacz, autor dzieł teologicznych, pisarz, rodem z Wielkopolski, prowincjał jezuitów w Polsce (1610), wydawca Kazań Piotra Skargi
W 1570 roku wstąpił do zgromadzenia jezuitów.
Piotr Fabrycy Kowalski (wicerektor) 1586-87, dyrektor Szkoły Kaliskiej, kierował Seminarium w Kaliszu jako prefekt w latach 1611-12.
Kasper Sawicki i Piotr Fabrycy tłumaczyli dzieła Roberta Bellarmina; O wiecznym błogosławieństwie (Kraków 1617), Wzdychanie gołębicy (Kraków 1621) oraz Kazanie, które Pan Jezus z krzyża uczynił (Kraków 1622).Wydał też w języku polskim, dzieło pt. Jesus.